# 2-nitropropano diossigenasi
La 2-nitropropano diossigenasi è un enzima appartenente alla classe delle ossidoreduttasi, che catalizza la seguente reazione:
2 2-nitropropano + O2 ⇄ 2 acetone + 2 nitrito
Mentre l'enzima del fungo Neurospora crassa contiene un FMN legato non covalentemente come cofattore, quello del lievito Williopsis mrakii contiene FAD. Questo enzima differisce dalla nitroetano ossidasi (numero EC 1.7.3.1) nel fatto che il substrato preferito è costituito dai nitronati alcanici rispetto ai nitroalcani neutrali. L'enzima ha un'estesa specificità che è indipendente dalle dimensioni del substrato. Altri nitroalcani, tra cui il nitroetano, l'1-nitropropano ed il 3-nitropentan-2-olo, possono agire come donatori ma molto lentamente.